# Сергеевское сельское поселение (Партизанский район)
Сергеевское се́льское поселе́ние — сельское поселение в Партизанском районе Приморского края.
Административный центр — село Сергеевка.

## История
Статус и границы сельского поселения установлены Законом Приморского края от 10 ноября 2004 года № 158-КЗ «О Партизанском муниципальном районе»

## Население
| 2010  | 2011  | 2012  | 2013  | 2014  | 2015  | 2016  |
| ----- | ----- | ----- | ----- | ----- | ----- | ----- |
| 4127  | ↗4130 | ↘4035 | ↘3952 | ↘3922 | ↘3804 | ↘3738 |
| 2017  | 2018  | 2019  | 2020  | 2021  |       |       |
| ↘3672 | ↘3597 | ↘3574 | ↘3526 | ↗5179 |       |       |

## Состав сельского поселения
В состав сельского поселения входят 8 населённых пунктов:
| № | Населённый пункт | Тип населённого пункта       | Население |
| - | ---------------- | ---------------------------- | --------- |
| 1 | Молчановка       | село                         | ↘330      |
| 2 | Монакино         | деревня                      | ↘33       |
| 3 | Ратное           | хутор                        | ↘13       |
| 4 | Романовский Ключ | посёлок                      | ↘54       |
| 5 | Сергеевка        | село, административный центр | ↗4010     |
| 6 | Слинкино         | посёлок                      | ↘143      |
| 7 | Южная Сергеевка  | село                         | ↘158      |
| 8 | Ястребовка       | деревня                      | ↗73       |

## Местное самоуправление
Администрация
Адрес: 692977, с. Сергеевка, ул. Лазо, 39. Телефон: 8 (42365) 27-2-98
Глава администрации
- Молчанова Светлана Александровна